# Józefów (Chocz)
Józefów (früher auch Holendry Józefowskie) ist eine Ortschaft mit einem Schulzenamt der Stadt-und-Land-Gemeinde Chocz im Powiat Pleszewski der Woiwodschaft Großpolen in Polen.

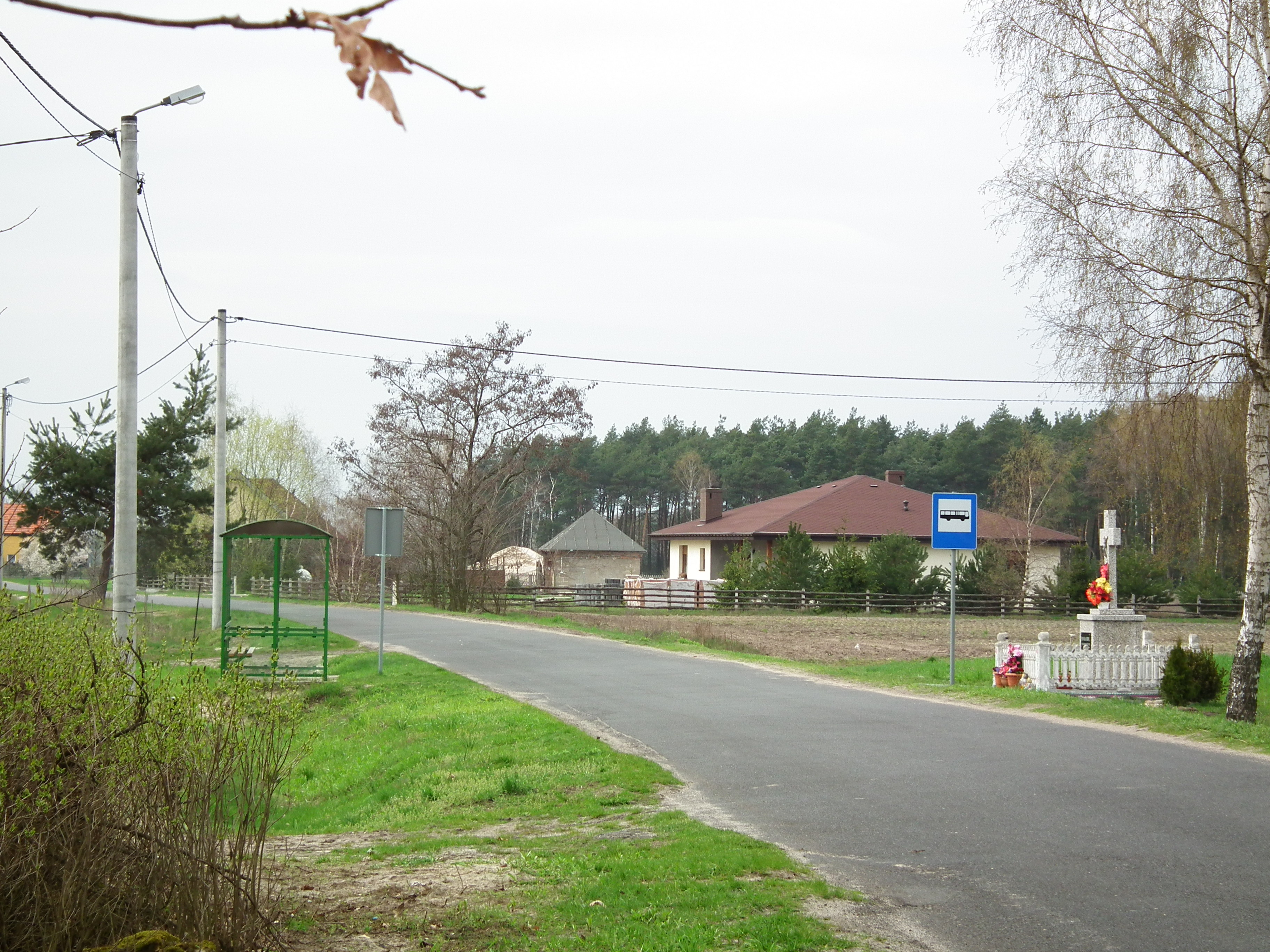
Straße durch das Dorf

## Geschichte
Im Jahr 1784 verpflichteten F. Stadnicki und K. Lipski den Siedler Georg Mueller, 20 Holländer bzw. Hauländer (polnisch Olędr(z)y) in die neue Siedlung Józefów zu bringen. Im Gegensatz zur Mehrheit der holländischen Siedlungen im Kalischer Land kamen die Siedler in Józefów bzw. Holendry Józefowskie nicht aus dem südgroßpolnisch-niederschlesischen Grenzbereich, sondern aus Pommern bzw. aus der Neumark. Nach der zweiten Teilung Polens gehörte es von 1793 bis 1807 zu Südpreußen. 1809 kam es ins Herzogtum Warschau und 1815 ins neu entstandene russisch beherrschte Kongresspolen.
Nach der demographischen Entwicklung der Hauländer wurden neue evangelische dörfliche Filialen gegründet, darunter der Gemeinde Stawiszyn in Jozefowo im Jahr 1843. Im Jahr 1907 wurde eine neue evangelische gemauerte Kirche im Nordwesten im benachbarten Dorf Nowa Kaźmierka erbaut.
Nach dem Ende des Ersten Weltkriegs kam Józefów zu Polen. 1919 gab es dort eine deutsche Volksschule. Um 26. Oktober 1939 wurde das Kalischer Gebiet annektiert und als Teil des neuen Reichsgaues Posen, später Wartheland, in das deutsche Reich eingegliedert. Das Massaker von Józefów fand am 13. Juli 1942 im Rahmen des Holocaust an den Juden des Ortes statt. 
Von 1975 bis 1998 gehörte Józefów zur Woiwodschaft Kalisz.
Im Dorf befindet sich ein ehemaliger lutherischer Friedhof mit Überresten der Grabmäler.